# Jörgen Pettersson (homme politique)
Pour le footballeur suédois, voir Jörgen Pettersson.
Jörgen Pettersson (né le 17 janvier 1965) est un sportif et homme politique ålandais.
De 1985 à 1995, il participe aux Jeux des Îles comme membre de l'équipe de volley-ball d'Åland. Il entre au comité exécutif de l'International Island Games Association en 1997, en devient le vice-président en 2005, puis le président en 2007.
Pettersson est élu au Lagting, le parlement régional d'Åland, en 2011, sous l'étiquette du parti Ålandsk Center. Au sein du Lagting, il préside le comité des affaires économiques et financières,.